# ミャンマー軍の諜報機関
ミャンマー軍の諜報機関（ミャンマーぐんのちょうほうきかん）について詳述する。

## 歴史

### 前史
1885年にイギリスがミャンマーを完全に植民地化した後、1890年にビルマ警察（Burma Police：BP）内に諜報機関として情報部（Intelligence Branch：IB）が設立された。これは1906年に犯罪捜査部（Criminal Investigation Department：CID）に吸収され、のちに特別情報部（Special Intelligence Branch：SIB、SBと呼ばれることが多い）に再編された。1932年のサヤー・サンの乱を事前に察知できなかったため、1937年にビルマ防衛局（A Burma Defence Bureau：BDB）が設立されたが、人的・物的資源が不足していたためその活動は低調で、第二次世界大戦勃発直前にようやく活動を開始したにすぎなかった。
1948年の独立直後、ミャンマー軍（以下、国軍）と警察の諜報機関が統合されたが、ほとんど役に立っていなかった。1951年、汚職や金融犯罪の続発にしびれを切らした首相のウー・ヌ主導で、首相直属下の特別捜査局（Bureau of Special Investigations：BSI）が設立されたが、 ある識者の言葉を借りれば、「過剰な熱意と疑心暗鬼、個人のプライバシーや動機に対する不十分な配慮、法の適正手続きの軽視により、BSIは役に立つというよりむしろ脅威となった」。のちにBSIは内務宗教省の管轄下に置かれた。

### 軍情報局（MIS）

#### 国家情報局（NIB）と軍情報局（MIS）
1962年3月、軍事クーデターにより、ネ・ウィンの軍事独裁政権が成立した。ネ・ウィンはイギリスに対する独立運動に携わっていた際に、郵便局勤務を続けながら、警察に関する郵便物を見つけると開封してタキン党の仲間に内容を報告したり、競馬場で政府の情報提供者から機密情報を入手したり、日本軍から野戦指揮・破壊活動・ゲリラ活動の訓練を受け、ビルマ独立義勇軍（BIA）の一員としてミャンマーに侵入した際には、イギリス軍の防御網を撹乱する任務を負った「国内騒乱部隊」を率いた経験があることから、「『優れた将軍』は諜報活動も重視しなければならない」という持論の持ち主だった。
政権奪取後、ネ・ウィンは1964年に国家の治安組織の統括機関として国家情報局（National Intelligence Bureau：NIB）を設立。当初は小規模な政策立案機関だったが、1974年の新憲法によって正式な地位が与えられ、首相府の管轄下に置かれた。そして形骸化していた軍情報局（Military Intelligence Service：MIS）の再建にも乗り出し、若い頃から目をかけていたティンウー（Tin Oo）にその任を担わせた。ティンウーはネ・ウィンから憲兵隊仕込みの諜報術を習得し、1957年にサイパン島でCIAの訓練を受け、さらにイギリスの王立憲兵隊（RMP）でも訓練を受けた。1962年のクーデターの際にはウー・ヌや元大統領ウィンマウンの取り調べを担当した。

#### 監視対象
MISの監視対象となっていたのは、国内の反政府武装勢力、反体制活動家、麻薬組織などだった。MISは日常的に無線通信を傍受し、国内外の電話を盗聴し、私的な会話を録音し、郵便物を開封していた。業務上の秘密だけではなく、愛人関係、売春婦の利用、ポルノ嗜好、賭博癖、過度の飲酒など標的の弱みも収集していたのだという。MISは軍事作戦遂行に必要な情報も戦場にいる司令官たちに提供していた。MISは、ヤイチーアイン（Yay Kyi Aing、「澄んだ池」の意）と呼ばれる独自の刑務所兼拷問センターを運営しており、多くの政治犯が取り調べ中に拷問を受けて死亡したと伝えられている。またMISは民間人だけではなく軍人も監視対象としており、その告発を恐れて、軍人が国軍の忠実であろうとするインセンティブになっていた。軍人が失脚する際は、大抵、MISが入手した情報にもとづく収賄その他の経済犯罪であることが多かった。
さらにMISは、国民だけではなく、駐在外交官などの外国人も監視対象としており、彼らは尾行され、行動が記録され、盗聴された。公館に勤務する現地職員や家事使用人は、家族を人質に取られ、雇用主を密告することを余儀なくされていた。しかしこれはゆえなしというわけではなく、ミャンマーでは、CIA、MI16、KGB、GURなどの海外諜報機関が盛んに活動し、UKUSA協定、いわゆるファイブ・アイズの標的にもなっていた。CIAは、シャン州を占拠していた中国国民党軍（KMT）を、中国共産党はビルマ共産党（CPB）を、タイの諜報機関は泰緬国境地帯のカレン民族同盟（KNU）、カレンニー民族進歩党（KNPP）、新モン州党（MNSP）などの武装勢力を支援していた。

#### 海外諜報機関との協力
8888民主化運動で西側諸国との関係が悪化する前、MISは西側諸国からさまざまな支援を受けていた。1950年代～1960年代には、MISの諜報員はCIAやMI6で軍事訓練を受けた。また冷戦下で東西のバランスを取るために、ユーゴスラビア、ソ連、東ドイツなどの東側諸国からも軍事訓練を受けていた。イスラエル、中国、ロシアとの関係は不明だが、これらの国々が専門的な監視機器をミャンマーに販売した際、訓練パッケージも付属していたとみられる。またたミャンマー警察（MPF）もスコットランドヤードやMI6で訓練を受けていた。

#### ティンウー失脚
MISの名前は、「エムアイ」として文盲の国民の間でさえ知れわたり、ティンウーは「MIティンウー」と呼ばれて、恐れ、憎まれていた。ただその恐怖のイメージに反して、MISのメンバーはかなり洗練された人々だったのだという。
ティンウーは、ネ・ウィンの絶大な信頼を得、1974年の民政移管の際には、大統領となったネ・ウィンの特別軍事顧問となり、1981年にネ・ウィンが大統領を辞職した後は、ビルマ社会主義計画党（BBSP）の中央執行委員、副書記長、国家評議会のメンバーを兼任して党内ナンバー3にまで出世、時に「ナンバー1.5」と評された。またティンウーは諜報活動以外にも、蜂蜜産業やウズラの卵の普及などの開発プロジェクトを数多く手掛け、その手腕を高く評価されていた。1980年代初頭、当時ミャンマー唯一の国際ホテルだったインヤレイク・ホテルの土産物屋で売られていたのは、ティンウーの蜂蜜の瓶くらいだったのだという。
しかし1983年7月、ティンウーは突然、中央執行委員と副書記長を解任され、11月、公共財産不正利用の罪で5回の終身刑を受けた。政敵に疎まれ、謀略にあったのが原因というのが定説である。ティンウーが解任される直前、ネ・ウィンの自宅で2人を目撃した人物によると、ネ・ウィンは激怒して、なぜティンウーが、結婚式を控えた息子のためにあるビジネスマンからの高価な結婚祝いを受け取ったのかを問い質し、「君は他人をいとも簡単に刑務所に入れるのに、国民に対しては何もしなかった。君は彼らの腐敗行為にも関与しているに違いない。君は非常に偏っている。君はすべきではなかったことをした！」と喚き散らしていたのだという。ティンウーは8888民主化運動の後、恩赦を受けて釈放され、その後瞑想に拭ける生活を送った後、ネ・ウィンの秘密を暴露することもなく、1998年に死去した。

### 国防省情報局（DDSI）・戦略研究所（OSS）

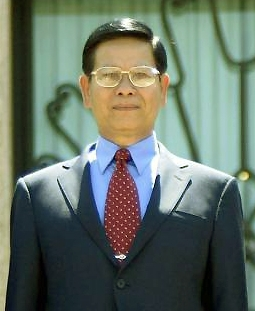
キンニュン

#### キンニュンと国防省情報局（DDSI）・戦略研究所（OSS）
ティンウー失脚後、 アウンコー（Aung Koe） 大佐という人物がMISのトップになったが、1983年10月9日、ラングーン事件を引き起こしてすぐに失脚した。事件当時、ゴルフをやっていたことがネ・ウィンの怒りを買ったのだという。代わりにトップに就いたのがキンニュンで、シンガポールの首相だったリー・クアンユーが「もっとも聡明な人物」と評したほどの頭の切れる人物だった。
またネ・ウィンは、情報局のトップに権力が集中しすぎるのを防ぐために、情報局員のリストラを断行し、NIB法を改正して、NIBの最高幹部のポストは複数の機関の長が交代で務めることとした。しかし、実態はあまり変わらず、8888民主化運動を契機にDDSIの大幅拡充すると、NIBは実質DDSIのトップ、すなわちキンニュンに支配されるようになった。
キンニュンがトップに立った頃の軍情報局は、国防省情報局（Directorate of the Defense Services Intelligence:DDSI）と呼ばれていたが、前述したように、少数民族武装勢力と民主派勢力の結託を防ぐために、8888民主化運動を機に組織が大幅に拡充された。1991年までに戦闘情報、防諜、外国情報、麻薬対策、海軍、空軍といった分野を統括する9つの部局が設置され、すべての陸軍地方司令部（当時は12）、海軍、空軍に情報部隊が配置され、19のヤイチーアインが運営されていたとされる。1994年には戦略研究所（Office of Strategic Studies:OSS）が設立され、こちらは主に無力な外務省の代わりに外交上の諜報活動を担当したが、DDSIと人材・任務が重複することも多かったようだ。2001年までにOSSは約50名で構成され、国内安全保障、民族問題、麻薬、国際問題、情報技術（IT）を統括する5つの部門があったとされる。

#### DDSI・OSS以外の諜報機関
DDSI/OSS以外の国家諜報機関としては、この頃、前述したMPF管轄下の特別情報部（SIBまたはSB）、犯罪捜査部（CCID）、内務宗教省管轄下の特別捜査局（BSI）のほか、外務省管轄下のオープンソース・インテリジェンス（OSINT）、国境地帯入国管理機構（ナサカ）その他各省庁に小規模な情報部局があったが、いずれもDDSI/OSSと緊密に協力していた。
また各種諜報機関が設置されているだけではなく、全国に広範な諜報ネットワークが築かれたのもこの時期である。1988年には、国民を監視して政策が確実に実行するために、国軍、警察、公務員の代表者で構成される法秩序回復評議会（Law and Order Restoration Council：LORC）が地方域・州、県、郡区、市町村レベルで設立された。さらに、政府の治安維持活動を支援するため、国軍の任命者と退役軍人から構成される総務局（General Administration Department：GAD）も国家と州・地方域レベルで設立された。GADは国土の隅々からの貴重な現地情報を国軍に提供しているとされる。また国軍が設立した大衆組織・連邦団結発展協会（USDA）のメンバーも諜報活動に携わっていた。
さらに各種公的機関だけではなく、一般市民も有償・無償で諜報活動に携わっており、1991年までにミャンマーの学生の20人に1人、軍人の10人の1人が国軍の諜報員だったと言われている。教職員もまた、学生の不審な行為を当局に報告する義務があり、報告しない場合は解雇の恐れがあった。仮にこの数字が誇張でも、「そこかしこに国軍のスパイが潜んでいる」という話は人口に膾炙しており、それ自体が国民に萎縮効果をもたらした。
このようにこの頃、諜報機関・活動はミャンマー社会の奥深くまで浸透し、個人、家族、そして地域社会の生活に対して監視と統制を行使することができた。

#### 監視対象
1988年の軍事クーデター後に設置された国家秩序回復評議会（SLORC）で、キンニュンは第1書記長を務め、翌1989年、末端兵士の反乱によってCPBが崩壊すると、すぐさま現地に飛んでCPBの残留勢力と停戦合意を結び、その後カレン民族同盟（KNU）を除くほぼすべての主要少数民族武装勢力と停戦合意を結んだが、その際、情報収集においてDDSI/OSSの功績は大だったとされる。しかし、この頃のDDSI/OSSの最大の標的はアウンサンスーチーと彼女が率いる国民民主連盟（NLD）で、1989年8月5日、キンニュンは記者会見を開いてスーチーとCPBとの親密な関係について暴露し、1990年代はNLD関係者の逮捕・投獄・拷問による死亡が相次いだ。
またこの頃、DDSI/OSSは、多くの少数民族武装勢力の関係者、民主化活動家、麻薬密売人、人身売買業者、武器商人、外国人学者・ジャーナリスト・活動家などが跋扈していたタイでの諜報活動を活発化させた。キンニュンの右腕と言われていたテインスエ（Thein Swe）大佐は、バンコクの国防武官時代に、タイの外交官、諜報員、情報提供者、一部メディアの間に広範なネットワークを構築し、前述した反体制的人物を監視し、ブラックリストを作成していた。
諸外国に対する諜報活動も引き続き行われ、1990年代に「建設的関与」の名目の下、対緬外交方針を経済重視に転換するまで、タイは泰緬国境地帯の武装勢力を支援していた。またインドは、当初ミャンマーの民主派を支援しており、インドの諜報機関・調査分析局（RAW）が民主派に資金提供し、カチン独立軍（KIA）と協力してラカイン州の反政府勢力を支援し、CIAと協力して中国の動きを牽制した。また1998年には、軍事基地を設置すべく、アンダマン諸島のインド領の島・ランドフォール島に上陸したアラカン民族統一党（NUPA）とカレン民族解放軍（KNLA）に兵器を提供したとされる。

#### 人的情報（HUMINT）から通信情報へ（COMINT）
ミャンマーの諜報機関は、長らく人的情報（HUMINT）に大きく依存していたが、1990年代半ばからインターネットが普及し始め、民主化活動家などがこれを利用して反政府言論活動を始めた。これに対抗して、DDSI/OSSは通信情報（COMINT）に対する諜報力を高めるべく、数名の将校をアメリカに派遣してITの専門知識・技術の訓練を受けさせ、1995年までに「サイバー戦争センター」と呼ばれる施設を構築した。この施設は衛星通信、Eメール、SNS、FAXの通信を監視・記録していたと伝えられる。またインターネットカフェには顧客を監視する義務があった。1996年には、DDSI/OSSの支援を受けてコンピュータ科学開発法が制定され、コンピュータネットワークまたはITを「国家安全保障、法と秩序、国家統一、国家経済、または国家文化を損なう」ために使用することを禁止した。また2000年には、DDSIはバガン・サイバーテック（Bagan Cybertech）というインターネットサービス・プロバイダーのを設立。タイの元首相・タクシン・シナワット率いる通信グループ・シン・コーポレーションと協力して幅広い情報アクセスを可能にした。しかし2001年の時点で、ミャンマーの電話加入者はわずか29万5,000人（普及率0.6％）、ネットユーザーは1,000人しかいなかったので、その諜報活動も低いレベルに留まっていた。

#### メデイア戦略
DDSI/OSSは情報戦にも積極的に乗り出し、国営英字紙『グローバル・ニュー・ライト・オブ・ミャンマー』に定期的に自らの見解を述べる記事を掲載し、小冊子やレポートを出版して、NLD、民主化活動家、人権団体からの批判に応えた。1989年には、キンニュンが『ビルマ共産党による国家権力掌握を企む陰謀（Burma Communist Party's Conspiracy to Take Over State Power）』（通称・レッドブック）と『ミャンマー・国家内部の反逆的手先と海外の反逆的集団の陰謀（The Conspiracy of Treasonous Minions Within the Myanmar Naing-Ngan and Traitorous Cohorts Abroad）』（通称・グリーンブック）という2冊の書籍を出版。前者は8888民主化運動をCPBの陰謀とするもの、後者はその裏に右翼組織・外国人組織がいると主張するものだった。2000年には、DDSIの国際関係部門の責任者であるテインスエ准将とその息子のソニースエの出資により、ミャンマー語・英語双方で『ミャンマー・タイムズ』を発刊した。

#### 暗殺部隊
1998年頃、カレン族の武装勢力を標的にした、ダムビャンビャウチャ（Dam Byan Byaut Kya、「ゲリラ報復部隊」の意）、アトゥーアーナヤアプウェ（A’Htoo Ah Na Yah A’Pweh、「特別権限グループ」の意）、サトンロン（Sa Thon Lon、「3つのS」の意）と呼ばれた部隊は、DDSI/OSSが設立したとも伝えられる。彼らの目的はKNUまたはKNLA関係者を殺害し、地元住民を恐怖に陥れこれらの組織に対する支持を撤回させることだった。ダムビャンビャウチャは約200名の兵力を擁し、4個または5個中隊に分かれ、各中隊は5人から10人の隊員で構成されていた。2004年にキンニュンが失脚した際、これらの部隊は正規軍に吸収された。

#### 外国諜報機関との協力
前述したように、ミャンマーでは海外諜報機関が活動しているが、同時に協力体制も築いており、中国、インド、タイ、バングラデシュなどの隣国の諜報機関と情報共有しているとみられる。またASEAN軍事情報非公式会合（AMIIM）にも参加している。ロシアとも広範な防衛協力協定を結んでおり、おそらく諜報活動も含まれていると考えられる。8888民主化運動以降、西側諸国との二国間諜報関係の構築は低調になったが、国連薬物犯罪事務所（UNDOC）はMPFの職員にデータ収集と分析に関する訓練を提供していた。またMPFの職員は中国、アメリカ、シンガポールでも訓練を受けていた。

### 軍情報総局（OCMI）
2001年、DDSIはOSSと合併して軍情報総局（Office of the Chief of Military　Intelligence:OCMI）となった。OCMIには管理、警備・訓練、内務、国境警備、対諜報、国際関係、ITの7つの部署があり、各部署は50～60人の将校を擁し、陸軍に31個部隊、海軍に3個部隊、空軍に3個部隊配置された。OCMIの人員の総数については3,000人～30,000人まで諸説あり、詳細は不明である。
2003年、キンニュンは首相に任命された。しかし2004年10月19日、キンニュンは突然、自宅で拘束され、22日にはOCMIは解体され、政府高官27人を含むOCMIの幹部約300人も逮捕され、約3000人の職員が退職・配転となった。その後、キンニュンは44年の禁固刑を受け、自宅軟禁下に置かれた。形式的には、キンニュン失脚の約2週間前にOCMI局員100人が国境検問所における税金着服の罪で摘発された責任を問われたということだったが、より本義的には、OCMI局長と首相を兼ね、ミャンマーの体外的な顔役となり、「国家内国家」とまで言われるほど強大化したキンニュンをタンシュエSPCD議長、マウンエイ副議長が脅威と見なしたことが原因と言われている。

元オーストラリア大使のトレバー・ウィルソンは、2016年に出版した著書『ミャンマー初期改革の目撃者(Eye Witness to Early Reform in Myanmar)』の中で、次のように述べている。

### 軍保安局長事務所（OCMSA）

#### 権限縮小
OCMIに続いて、2004年10月22日、NIBも廃止された。その後、軍保安局長事務所（OCMSA、通称「サヤパ」）が設立されたが、強大化したOCMIの二の轍を踏まないように、その権限も人員もかなり縮小された。しかし副作用はすぐに起こり、2005年にはヤンゴンで複数の爆破事件が発生し、11人が死亡、少なくとも162人が負傷したが、真犯人は見つからなった。2007年にはサフラン革命と呼ばれる大規模なデモが発生、2009年には国軍高官代表団が2008年に北朝鮮訪問した際の機密報告書が漏洩し、いずれもキンニュンが健在であれば起きなかったであろう失態と評された。国軍もすぐに対策を取り、2005年頃から早くもキンニュン逮捕時に粛清された元OCMIに復職を命じるなど、人員の拡充と諜報力の回復に努めたが、キンニュンのような強力な人物はおらず、国軍とSPCDの確固たる統制下に多かれ、以前のような水準には戻らなかったと伝えられる。
2011年以降、ミャンマーは民政移管されたが、その後も2012年～2013年のラカイン州等で起きた仏教徒・ムスリム間のコミュニティ紛争、2016年のコーカン紛争、2017年のNLD法律顧問・コーニーの暗殺、そしてロヒンギャ危機などOCMSAの諜報力に疑義を呈されるような紛争・事件が多発した。2016年にはNLD政権が成立し、幾分諜報活動が和らいだとはいえ、アウンサンスーチーはOCMSAなど国内の諜報機関にあまり影響力がなく、NLD関係者に対する諜報活動も相変わらず行われていた。2012年に実施された補欠選挙では、NLD選出の下院議員・キンサンフラインに対して尾行や演説の録音を行っていたと報じられ、2017年と2019年にはNLD所属議員が正式に苦情を申し立てたが、当時のミンヌエ国防副大臣は、「これらの活動は公の場で行われたため、いかなる法律にも違反していない」と議会で答弁した。
1つ大きな変化は、通信情報（COMINT）に対する諜報活動である。前述したように2001年には電話加入者29万5,000人、ネットユーザー1,000人だったものが、2019年には携帯電話加入者約5700万人（普及率110.43%）、Facebookユーザーは1,800万人を超え、人口の約34%を占めるまでになっていた。このような通信機器の急速な普及に対応するため、OCMSAなど国内の諜報機関は通信情報（COMINT）に対する諜報力を向上させ、2017年のロヒンギャ危機の際には、国軍系のアカウントがプロパガンダと偽情報を組織的に拡散したと伝えられている。数百人の諜報員が「Facebook上に荒らしアカウントやニュース、有名人のページを作成し、視聴者数がピークになるタイミングを狙って扇動的なコメントや投稿を大量に投稿したようである。

#### 2021年クーデター後
2021年のクーデターは、縮小傾向だったOCMSAの地位を復権させた。クーデター直後の2月9日、すべての諜報機関を統括する国家保安局（National Security Bureau:NSB）が設置され、上ミャンマー事務所と下ミャンマー事務所を開設したが、その中でOMCSAは主導的役割を果たしているようである。OCMSA所長・イェウィンウー、元OCMSA所長・ミャトゥンウーとソートウッが国家行政評議会（SAC）の創設メンバーに任命され、同じく元OCMSA所長・ミンスエが大統領代行を務めたことも、その事実を示唆している。

##### 組織と資金
2021年12月5日、ミンアウンフラインはイェウィンウーを伴って、アルツハイマー病を患っているキンニュンの元を訪れた。これはキンニュンの元同僚に対する和解を示唆していものと思われる。実際、ミンアウンフラインは、諜報機関を強化するために、国軍士官学校（DSA）の同期であるングエ・トゥン（Ngwe Tun）大佐、8888民主化運動の際にスーチー中傷ビラを配布する責任者だったニャンリン（Nyan Linn）中佐、そして『ミャンマー・タイムズ』創刊者テインスエなど、キンニュン失脚の際に粛清された元情報局員を呼び戻している。またテインセイン政権下で、少数民族武装勢力との和平交渉において重要な役割を果たした人々も情報提供者として活動していると伝えられている。また2021年5月、NLD政権下で大統領直轄下に置かれたGADを再び内務省管轄に移管し、地域監視ネットワークが復活した。
さらにクーデター後、軍事費は増加の一途を辿っており、2022年から2023年にかけて、SACは国軍に総額4兆チャット以上を支給し、同年11月にさらに4,400億チャットを支給した。 2023年～2024年度の軍事予算は5兆6000億チャット（約27億米ドル）を超え、前年度の当初配分額から3兆7000億チャット増加し、ミャンマーの国家予算の25％以上を占めるに至った。これは当然、OCMSAに対する資金増額も示唆するものである。

##### 人的情報（HUMINT）
国軍は偽PDF志願者、偽脱走兵、脱走PDF兵を諜報員としてPDFなどの反政府武装勢力に送りこみ、広範な諜報ネットワークを築いているとされる。PDFからの脱走を促し、二重スパイに育てるために、兵器・弾薬を持参して投稿した場合、最大750万チャット（3,500米ドル）、ドローン1機には最大500万チャット（2,400米ドル）、 自家製銃には50万チャット（240米ドル）などと懸賞金をかけ、2023年までに502人のPDF兵が投降したと国軍は主張している。
また国軍の諜報員は、国営兵器工場（カパサ）で製造された欠陥兵器をPDFに供給し、死傷者を出してその作戦を妨害していると伝えられる。さらに国軍は、反政府武装勢力の信用を貶めるために、「人権擁護部隊」や「ジェネレーションZ防衛軍」といった偽PDFを組織して、国軍基地への偽攻撃を実行したり、都市部での爆破工作を実行したりしているとされる。
海外の難民キャンプやミャンマー人コミュニティにも国軍の諜報員が潜んでいると伝えられる。

##### 通信情報（COMINT)

###### CCTV
現在、ヤンゴン、マンダレー、モーラミャインなどの大都市では、国軍によって中国製CCTV（監視カメラ）が、急速な勢いで設置・増設されている。カメラには顔認識機能と自動車ナンバープレート識別機能が搭載されており、デジタル指名手配リストに載っている人物を当局に通報できる。またカメラが取得した顔画像は、国民登録カードの写真と比較されたり、街頭デモ中に撮影された写真と照合され、人物を特定して、逮捕・起訴するために利用される可能性があるのだという。また治安の悪化により、個人的に自宅や職場にCCDVを設置するケースも増えたが、当局は必要であれば、これらのカメラが記録した映像の提出を求めることができ、これも反政府勢力の逮捕・拘束に利用される可能性があると指摘されている。

###### インターネット規制
クーデター直後から国軍は、Facebook、X（当時はTwitter）、InstagramなどのSNSを中心にインターネットを遮断して、反政府的言論が拡散しないようにしたり、反政府勢力の通信手段を妨害していた。クーデターの翌週には、ネット遮断を回避するVPNの使用禁止を主な目的とするサイバーセキュリティ法を準備していると伝えられ、2022年1月には草案が発表された（正式に制定されたかどうかは不明）。インターネット規制の効果はあり、反政府勢力は通信や資金調達に難渋するようになり、ゆえに紛争地帯ではスターリンクが利用されているのだという。ただミャンマーの一般ネットユーザーは、VPNを経由して比較的自由にインターネットを利用しており、また比較的簡単に当局の規制をかいくぐれるということで、これまで利用者が少なかったロシア製SNS・Telegramの利用者も急増した。しかし、2024年5月30日、突然、これまでにないほどインターネットの速度が遅くなり、FacebookやXなどのSNSが、VPNを経由しても使用できなくなった。2週間ほどでFacebookユーザーが半減したのだという。中国製のグレイト・ファイアウォールを導入したと言われており、軍事政権は、MyspaceというFacebookに酷似したSNSを提供し始めたが、安全性の問題から、国民の間には普及していない。

###### スパイウェア
クーデターの1ヶ月前に、政府系通信郵便会社がイスラエル企業から、携帯端末の位置特定、会話の盗聴、携帯端末へのハッキング、テキストや暗号化されたメッセージの抽出が可能なスパイウェア・システムを購入していたと報じられた。

###### 生体認証
2022年8月頃から、銀行口座開設をする際に、プロバイダに顔写真、ビデオ、身分証明書のコピー、携帯電話番号、SIMカード番号を提出しなければならなくなり、さらに500万ks以上の携帯取引を可能とする口座を維持・開設する場合は、地元の行政官と警察から書面による推薦を受けなければならないという規制が敷かれた。これにより反政府は資産管理に四苦八苦するようになり、資産が差し押さえられるケースも出てきた。またインターネット規制が強化されたとほぼ同時期、2024年5月、軍事政権は、人々の指紋、顔、虹彩の生体認証データを収集して、新しい国民IDカードを作成中であり、パスポート取得、国境通過、医療教育サービスの利用、SIMカードの登録、銀行口座の開設、運転免許証や労働身分証明書の発行などに利用される予定と報じられた。
以上のような通信情報（COMINT)に対する諜報活動により、国軍はすでに反政府勢力のブラックリストをデータベース化しており、CDMに参加した人々が海外の大学に留学しようとすると、先に手を回して大学に奨学金の取り消しを求めたり、民間企業に再就職できなかったり、 旅券事務所や空港で逮捕されるケースが多発している。また都市部における反政府勢力によるものと思われる爆弾テロや銃撃事件も激減している。

##### メディア戦略
クーデター後、国軍は「規則と規制にもとづき、一部の郡区における暴動状況を抑制中」「暴徒による無政府主義的な暴力活動および破壊活動」「投票者名簿の検査および残存投票用紙の回収・受領・使用に関するUEC（連邦選挙管理委員会）の発表に関する調査結果」と題された「情報シート」をオンラインに掲載した。またミンアウンフラインは、2021年4月、ジャカルタで開催されたASEAN会議で『ミャンマーの現在の政治状況』と題された書籍を出席者に配布した。また2024年11月には、『2020年複数政党制民主党総選挙不正投票と違法行為の調査結果』という長文の論考をミャンマー語、英語、中国語、ロシア語、そして日本語でオンラインに発表した。これらはいずれもクーデターとその後の弾圧を正当化する試みと見られる。
また約200人の軍人が、Facebook、YouTube、TikTok、X、TelegramなどのSNSの個人アカウントを利用して、2020年選挙の不正、反政府勢力を批判するテキストや動画を定期的に投稿していると報じられている。また反政府運動に関わる女性は、Telegramなどに名前、住所、顔写真などの個人情報を晒され、性的な言葉を投げつけられる被害に遭い、中にはプライベートビデオが流出した女性もいる。

## 歴代軍情報局・局長
出典
| 組織名                                  | 名前                         | 在任期間            | 備考                                                                                                   |
| --------------------------------------- | ---------------------------- | ------------------- | --- |
| 軍情報局（MIS）                         | ルウィン（Lwin）大佐         | 1959年 - 1969年     | |
| 軍情報局（MIS）                         | チッキン（Chit Khin）大佐    | 1969年 - 1972年     | |
| 軍情報局（MIS）                         | ティンウー准将               | 1972年 - 1978年     | |
| 軍情報局（MIS）                         | アウンタイ（Aung Htay）大佐  | 1978年 - 1980年     | |
| 軍情報局（MIS）                         | ミョーアウン（Myo Aung）大佐 | 1980年 - 1982年     | |
| 軍情報局（MIS）                         | カンニュン（Kan Nyunt）大佐  | 1982年 - 1983年3月  | |
| 軍情報局（MIS）                         | アウンコー大佐               | 1983年5月 - 9月     | |
| 国防省情報局（DDSI）・戦略研究所（OSS） | キンニュン大佐・少将         | 1983年12月 - 2001年 | |
| 軍情報総局（OCMI）                      | キンニュン中将               | 2001年 - 2004年10月 | |
| 軍保安局長事務所（OCMSA）               | ミンスエ                     | 2004年 - 2005年     | 国家行政評議会（SAC）で大統領代行。タンシュエと親しかったとされる。                                    |
| 軍保安局長事務所（OCMSA）               | イェミン中将                 | 2005年 - 2010年     | テインセイン政権下でマンダレー地方域首相。マウンエイと親しかったとされる。                             |
| 軍保安局長事務所（OCMSA）               | チャウスエ中将               | 2010年 - 2014年     | NLD政権下で国防大臣。                                                                                  |
| 軍保安局長事務所（OCMSA）               | ミャトゥンウー中将           | 2014年 - 2016年     | 2024年11月現在SACのメンバーで、国防大臣。                                                              |
| 軍保安局長事務所（OCMSA）               | ソートゥッ中将               | 2016年 - 2020年     | NLD政権とSACで国防大臣。 2023年に汚職の罪で懲役5年の刑を受け、失脚。                                   |
| 軍保安局長事務所（OCMSA）               | イェウィンウー中将           | 2020年 -            | 2021年2月1日のクーデターの際に、大統領官邸とスーチーの邸宅への襲撃を指揮。ミンアウンフラインと親しい。 |